# Christoph Kulig
Christoph Kulig († 1653) war ein deutscher Mediziner und kursächsischer Leibarzt.

## Leben
Sein akademischer Weg begann im Sommersemester 1602 an der Universität Leipzig, wo er sich als Nicht-Vereidigter einschrieb und eine Gebühr von 10 ½ Groschen entrichtete. Nachdem er am 16. März 1613 in Basel promovierte, war Kulig ab 1614 als Stadtarzt in Bautzen tätig, bevor er 1620 seine Laufbahn als Feldarzt beim Militär fortsetzte. Aufgrund der Kriegswirren floh er Ende 1631 mit seiner Familie nach Dresden, wo er am 1. Mai 1632 in den städtischen Dienst aufgenommen wurde. Am 5. April 1652 wurde er zum Leibarzt von Kurfürst Johann Georg I. vereidigt, verstarb jedoch bereits im darauf folgenden Jahr.
In seiner Zeit als Arzt in Bautzen heiratete Kulig am 25. Juli 1624 in Torgau Christiane Tethis, die Tochter des Vermessers Johann Christoph Tethis aus der damals freien Bergstadt Graslitz, heute Kraslice. Das Paar hatte mindestens einen Sohn, Johann Kulich, der am 7. November 1654 in Frankfurt an der Oder immatrikuliert wurde.